# Alternanthera pubiflora
Alternanthera pubiflora är en amarantväxtart som först beskrevs av George Bentham, och fick sitt nu gällande namn av Carl Ernst Otto Kuntze. Alternanthera pubiflora ingår i släktet alternanter, och familjen amarantväxter. Inga underarter finns listade i Catalogue of Life.